# Internazionali Femminili di Palermo 2020
Internazionali Femminili di Palermo 2020 - жіночий професійний тенісний турнір, що проходив на відкритих кортах з ґрунтовим покриттям Country Time Club в Палермо, Італія. Належав до категорії International у рамках Туру WTA 2020. Відбувсь удвадцятьвосьме і тривав з 3 до 9 серпня 2020 року. Це був перший турнір Туру WTA після перерви, викликаної пандемією COVID-19. Змагання відбулись у присутності лише 350 глядачів, а також обмеженої кількості фотографів та журналістів.

## Призові очки і гроші

### Розподіл очок
| Дисципліна       | П   | Ф   | ПФ  | ЧФ | 1/8 | 1/16 | Q   | Q3  | Q2  | Q1  |
| Одиночний розряд | 280 | 180 | 110 | 60 | 30  | 1    | 18  | 14  | 10  | 1   |
| Парний розряд    | 280 | 180 | 110 | 60 | 1   | Н/Д  | Н/Д | Н/Д | Н/Д | Н/Д |

### Розподіл призових грошей
| Дисципліна       | П       | Ф       | ПФ     | ЧФ     | 1/8    | 1/16   | Q3   | Q2   | Q1   |
| Одиночний розряд | €20,161 | €11,290 | €6,480 | €4,032 | €2,540 | €1,855 | €871 | €758 | €645 |
| Парний розряд*   | €7,258  | €4,032  | €2,605 | €1,597 | €1,226 | Н/Д    | Н/Д  | Н/Д  | Н/Д  |

*на пару

## Учасниці основної сітки в одиночному розряді

### Сіяні
| Країна   | Гравчиня              | Рейтинг1 | Сіяна |
| -------- | --------------------- | -------- | ----- |
| Хорватія | Петра Мартич          | 15       | 1     |
| Чехія    | Маркета Вондроушова   | 18       | 2     |
| Греція   | Марія Саккарі         | 20       | 3     |
| Естонія  | Анетт Контавейт       | 22       | 4     |
| Бельгія  | Елісе Мертенс         | 23       | 5     |
| Хорватія | Донна Векич           | 24       | 6     |
| Україна  | Даяна Ястремська      | 25       | 7     |
| Росія    | Катерина Александрова | 27       | 8     |

- Рейтинг подано станом на 27 липня 2020

### Інші учасниці
Нижче наведено учасниць, які отримали вайлдкард на участь в основній сітці:
- Elisabetta Cocciaretto
- Сара Еррані

Нижче наведено гравчинь, які пробились в основну сітку через стадію кваліфікації:
- Кайя Юван
- Liudmila Samsonova
- Олександра Соснович
- Надя Подороска

Як щасливий лузер в основну сітку потрапили такі гравц:
- Осеан Доден

### Знялись з турніру
До початку турніру
- Анна Блінкова → її замінила  Каміла Джорджі
- Джоанна Конта → її замінила  Тамара Зіданшек
- Вероніка Кудерметова → її замінила  Сорана Кирстя
- Світлана Кузнецова → її замінила  Аранча Рус
- Кароліна Мухова → її замінила  Сара Соррібес Тормо
- Олена Остапенко → її замінила  Патрісія Марія Тіг
- Анастасія Севастова → її замінила  Кірстен Фліпкенс
- Іга Швйонтек → її замінила  Ірина-Камелія Бегу

## Учасниці основної сітки в парному розряді

### Сіяні
| Країна     | Гравчиня              | Країна     | Гравчиня            | Рейтинг1 | Сіяна |
| ---------- | --------------------- | ---------- | ------------------- | -------- | ----- |
| Іспанія    | Георгіна Гарсія Перес | Іспанія    | Сара Соррібес Тормо | 117      | 1     |
| Румунія    | Ралука Олару          | Україна    | Даяна Ястремська    | 140      | 2     |
| Німеччина  | Лаура Зігемунд        | Бельгія    | Яніна Вікмаєр       | 158      | 3     |
| Нідерланди | Бібіана Схофс         | Нідерланди | Розалі ван дер Гук  | 215      | 4     |

- 1 Рейтинг подано станом на 27 липня 2020

### Інші учасниці
Нижче наведено пари, які отримали вайлдкард на участь в основній сітці:
- Federica Bilardo /  Dalila Spiteri

## Переможниці

### Одиночний розряд
- Фіона Ферро —  Анетт Контавейт, 6–2, 7–5

### Парний розряд
- Аранча Рус /  Тамара Зіданшек —  Elisabetta Cocciaretto /  Мартіна Тревізан, 7–5, 7–5